# Powiat starosamborski
Powiat starosamborski – powiat województwa lwowskiego II Rzeczypospolitej w latach 1918–1932. Jego siedzibą było miasto Stary Sambor.

## Starostowie
- Jan Dychdalewicz (1922)[1]
- Roman Frankowski (31 marca 1925 - 1926)[2][3][4]
- Ludwik Smalawski (1926-)
- Stanisław Hawrot (-1932)[5][6]

Zastępcy
- Roman Gąsiorowski (-1932)[7]

## Gminy
1 kwietnia 1928 gminę Posada Felsztyńska włączono do gminy Felsztyn.
1 kwietnia 1927 z powiatu starosamborskiego wyłączono gminy Błożew Górna, Koniów, Towarnia i Wołcza Dolna i włączono je do powiatu dobromilskiego.
1 kwietnia 1931 gminę Posada Chyrowska włączono do miasta Chyrów.
Rozporządzeniem Rady Ministrów z dnia 7 stycznia 1932 powiat został zniesiony z dniem 1 kwietnia 1932, a jego terytorium włączono do powiatów samborskiego i turczańskiego:
Gminy włączone do powiatu turczańskiego:
- Busowisko, Bystre, Gałówka, Grąziowa, Hołowiecko, Lenina Mała, Lenina Wielka, Ławrów, Łopuszanka Chomina, Łużek Górny, Mszaniec, Nanczułka Mała, Nanczułka Wielka, Niedzielna, Płoskie, Potok Wielki, Spas, Strzyłki, Terszów, Topolnica Rustykalna, Topolnica Szlachecka, Turze, Tycha, Tysowica i Wiciów.

Gminy włączone do powiatu samborskiego:
- Baczyna, Bąkowice, Berezów, Bilicz, Chyrów (m), Felsztyn, Grodowice, Kobło Stare, Laszki Murowane Miasteczko, Laszki Murowane Wieś, Libuchowa, Polana, Rosochy, Słochynie, Sozań, Stara Ropa, Stara Sól (m), Stary Sambor (m), Straszewice, Strzelbice, Suszyca Rykowa, Suszyca Wielka, Szumina, Terło Rustykalne, Terło Szlacheckie, Wola Koblańska, Wola Rajnowa i Wołoszynowa;

Spośród gmin włączonych do powiatu samborskiego, dziesięć z nich włączono 15 czerwca 1934 do do powiatu dobromilskiego:
- Bąkowice, Chyrów (m), Grodowice, Libuchowa, Polana, Rosochy, Słochynie, Suszyca Wielka, Terło Rustykalne i Terło Szlacheckie.

## Miasta
- Stara Sól
- Stary Sambor
- Chyrów